# Raúl Berzosa
Cecilio Raúl Berzosa Martínez (Aranda de Duero, Burgos, 22 de noviembre de 1957) es un obispo católico, teólogo, jurista, músico y escritor español. Fue obispo auxiliar de Oviedo entre 2005 y 2011, y obispo de Ciudad Rodrigo entre 2011 y 2019. 
Es hermano de Sor Verónica, fundadora de la orden religiosa Iesu Communio (Comunión de Jesús).

## Biografía

### Formación y presbiterado
Realizó los estudios eclesiásticos en la Facultad de Teología del Norte de España (Burgos) entre 1974 y 1982. Fue ordenado sacerdote el 8 de noviembre de 1982 en Valencia, por Juan Pablo II y dos años más tarde se doctoró en Teología Dogmática por la misma institución. 
Entre 1984 a 1987 realizó los cursos de licenciatura en Derecho Canónico en la Pontificia Universidad de Santo Tomás de Aquino en Roma y los cursos diplomáticos en la Academia Pontificia Eclesiástica. Además, durante este período estudió Antropología Teológica en la Pontificia Facultad Teológica Teresianum y siguió un curso de periodismo en el Instituto Profesional “Lazio”, en Roma.

### Episcopado
El 22 de marzo de 2005 fue nombrado obispo auxiliar de Oviedo y titular de Arcavica, recibiendo la ordenación episcopal en la Catedral de Oviedo de manos de Carlos Osoro Sierra el 14 de mayo del mismo año. Tras el traslado de Carlos Osoro Sierra, fue elegido administrador diocesano de la Archidiócesis de Oviedo en sede vacante, cargo que desempeñó hasta el 30 de enero de 2010 con la toma de posesión de Jesús Sanz Montes de la sede. 
El 2 de febrero de 2011 fue nombrado por el papa Benedicto XVI obispo de Ciudad Rodrigo.
El 15 de junio de 2018 le fue concedido por el papa Francisco un retiro temporal del gobierno de la diócesis de Ciudad Rodrigo por motivos personales, siendo nombrado administrador apostólico de dicha diócesis monseñor Francisco Gil Hellín, arzobispo emérito de Burgos.
El 16 de enero de 2019 el papa aceptó su renuncia al gobierno pastoral de la diócesis de Ciudad Rodrigo. A pesar de haber adquirido la condición de «emérito» tras la aceptación de su renuncia, la fórmula, «simpliciter», utilizada indicaría que continúa siendo obispo activo, en retiro temporal y a la espera de nombramiento. Ese año 2019, realizó tareas pastorales en Bogotá, Colombia, durante seis meses. Desde septiembre de 2019 a octubre de 2020, residió en Roma, al servicio de la Santa Sede, realizando tareas de estudio e investigación.
En octubre del 2020 fue enviado a la arquidiócesis de Santo Domingo (República Dominicana) donde ha colaborado en diversas áreas pastorales, siendo nombrado en agosto de 2023 vicario episcopal territorial de Santo Domingo Oeste.
En septiembre de 2023 recibió una nueva misión por parte de la Santa Sede.

#### Trayectoria eclesiástica
Ha desempeñado los siguientes cargos:
- 1982-1983: Vicario parroquial de Medina de Pomar (Burgos).
- 1983-1984: Párroco de Pampliega, Villazopeque, Palazuelos de Muñó, Barrio de Muñó y Belbimbre (Burgos).
- 1987-1993: Delegado diocesano de Medios de Comunicación. Director de la revista diocesana “Sembrar” y director de los programas diocesanos de radio COPE; director del Instituto de Teología para Laicos y del Instituto de Teología a Distancia.
- 1987-2005: Profesor de Teología Dogmática en la Facultad Teológica del Norte de España (sedes de Burgos y Vitoria) y director del Instituto de Ciencias Religiosas “San Jerónimo”
- 1997-1998: Párroco de Arcos de la Llana y anejos y de Sotresgudo.
- 1994-2005: Secretario de los obispos de las diócesis de Castilla y León.
- 1993-2004: Pro-vicario general y vicario de Pastoral de la archidiócesis de Burgos.
- 2011-2018: Profesor invitado de Teología, y de Derecho Canónico en la Universidad Pontificia de Salamanca.

##### Otros cargos
- Miembro de las Comisiones de Medios de Comunicación Social y Doctrina de la Fe (2005-2009), y de la Junta Jurídica de la Conferencia Episcopal Española (2009-2018).
- El 29 de marzo de 2014 fue nombrado miembro del Pontificio Consejo para la Cultura por el papa Francisco.[10]
- Fue vicepresidente de la Fundación Las Edades del Hombre.[11]

Colaborador habitual en varias revistas de investigación, divulgación y cultura religiosa.

## Pensamiento
En el  II Encuentro Universitario Camino de Santiago en la ciudad de Burgos el 13 de febrero de 2010, desarrolló la ponencia  titulada ‘¿Creación y evolución? Ciencia y fe después de Darwin’, donde mantuvo que la ciencia y la fe, cuando son auténticas, ni son enemigas, ni pueden ignorarse, sino que tienen que complementarse, ya que son compañeras de viaje del único misterio, que es precisamente la vida. Y lo son desde los tiempos del Papa Pío XII.

## Obras
Su labor teológica y de escritor ha sido recogida en: 
- J.BOSCH, Panorama de la teología española, Verbo Divino, Estella 1999, 131-146;
- J.BOSCH, Dicionario de teólogos/as contemporáneos, Monte Carmelo, Burgos 2004, 129-132;
- F.ORTEGA, Diccionario de la cultura en Burgos. Siglo XX, Dos Soles, Burgos 2001, 170-171;
- CONFERENCIA EPISCOPAL ESPAÑOLA, Mil nombres de la Iglesia en España, EDICE, Madrid 2002, 87;
- J. GÓMEZ CUESTA, Semblanza de un nuevo Patrono en la Fundación Foro Jovellanos: Cecilio- Raúl Berzosa Martínez: “Boletín Jovellanista” VII-VIII (2007) 61-64.

Entre sus publicaciones musicales y literarias destacan las siguientes:
- Cuando el Viento habla, Paulinas, Madrid 1989 (premio nacional Bravo de la CEE).
- Vuelos de luz y libertad, Paulinas, Madrid 1991.
- Corazón de profeta, Paulinas, Madrid 1994.
- Tu luz en la noche, Paulinas, Madrid 1996.
- Juan de Mata. Libre para liberar, Secretariado Trinitario, Córdoba 1998.
- Analogías de un renacer. Dios desde la postmodernidad, Aldecoa, Burgos 1990.
- Lo aprendí de camino. Apuntes de un peregrino, CCS, Madrid 1996.
- Hijos del Viento, la Luz, y el Espíritu, Fundación Mounier, Madrid 1999.

Entre sus publicaciones en el campo de la teología, la espiritualidad y la pastoral, destacan las siguientes (por orden cronológico):
Año 1991
- La teología del sobrenatural en los escritos de Henri De Lubac. Estudio histórico-teológico (1931-1980), Aldecoa, Burgos 1991, 212 págs.
- El camino de la vocación cristiana, Verbo Divino, Estella 1991, l86 págs.
- Parábolas para una nueva evangelización, Aldecoa, Burgos 1991, 172 págs; 2 Edic, Monte Carmelo, Burgos 1994, 238 págs; 3 Edic, Monte Carmelo, Burgos 1995, 25o págs;4 Edic., Monte Carmelo, Burgos 1996, 262 págs; 5 Edic., Monte Carmelo, Burgos 2000, 270 págs; 6.ª edic, Monte Carmelo, Burgos 2003, 283 págs.

Año 1994
- Con otros ojos. Por una lectura creyente de la realidad cotidiana, Monte Carmelo, Burgos 1994, 164 págs.
- Hacer teología hoy. Retos, perspectivas, paradigmas, San Pablo, Madrid 1994, 258 págs.

Año 1995
- Las siete palabras de Raúl Berzosa, PPC, Madrid 1995, 133 págs.
- 8 días de oración en el desierto, Monte Carmelo, Burgos 1995, 185 págs (en el libro colabora F. Domingo)
- Teología y espiritualidad laical. Redescubrimiento de la identidad y misión de los laicos en la Iglesia y en la sociedad, CCS, Madrid 1995, 143 págs.
- Nueva Era y cristianismo: Entre el diálogo y la ruptura, BAC, Madrid 1995, 250 págs, 2 edic: Madrid 1998, 249 págs.

Año 1996
- Como era en el principio. Temas clave de antropología teológica, San Pablo, Madrid 1996, 245 págs.
- Ángeles y Demonios. Sentido de su retorno en nuestros días, BAC, Madrid 1996, 188 págs; 2 edic: Madrid 1998, 189 págs.

Año 1997
- Evangelizar una nueva cultura. Respuestas a los retos de hoy, San Pablo, Madrid 1997, 238 págs.

Año 1998
- La relación Iglesia-Comunidad política a la luz de “Gaudium et Spes” n.º 76. Doctrina teológica y jurídica, Eset, Vitoria 1998, 134 págs.
- Para comprender y vivir la Iglesia Diocesana, Aldecoa, Burgos 1998, 1 edición, 125 págs; 2 edición revisada y aumentada, Burgos 1998, 162 págs.
- Hacia el año 2000: ¿Qué nos espera en el siglo XXI?, DDB, Bilbao 1998, 63 págs.

Año 1999
- Sacerdote esposo. Relectura del Cantar de los Cantares, Burgos 1999, 31 págs; segunda edición, Burgos 2000, 72 págs.
- La pastoral juvenil hoy. Memoria y profecía, CONFER Regional, Valladolid 1999, 47 págs.
- ¿Qué es teología? Una aproximación a su identidad y su método , DDB, Bilbao 1999, 226 págs; 2 edición revisada y aumentada, Bilbao 1999, 230 págs.

Año 2000
- Ser laico en la Iglesia y en el mundo, DDB, Bilbao 2000, 241 págs
- Orar con el Cantar de los Cantares, Monte Carmelo, Burgos 2000, 184 págs.

Año 2001
- Teología y espiritualidad laical, Arzobispado, Burgos 2001, 71 págs.
- Los retos pastorales de la nueva cultura emergente, Iglesia en Castilla, Villagarcía 2001, 125 págs.
- 102 voces en Diccionario de pastoral y evangelización, y Codirección del mismo, junto a Vicente Mª Pedrosa y Jesús Sastre, Monte Carmelo, Burgos, 2001, 1140 págs.
- Para comprender la creación en clave cristiana, EVD, Estella 2001, 197 págs.
- Ser laico en la Iglesia en el mundo, Plan de Formación Diocesano de Laicos, Burgos 2001, 71 págs.

Año 2002
- Encuentros y miradas para despertar. Claves de una espiritualidad para hoy, Monte Carmelo, Burgos 2002, 240 págs.; Reimprensión: mayo de 2003;

Año 2003
- Otra lectura de Atapuerca. La Fe cristiana en diálogo con la ciencia, Facultad de Teología del Norte de España, Burgos 2003, 215 págs.
- Ante el Icono de la Trinidad de Andrej Rublev. 30 Miradas de contemplación, Monte Carmelo, Burgos 2003, 97 págs.

Año 2004
- 10 Desafíos al cristianismo desde la nueva cultura emergente, Verbo Divino, Estella 2004, 337 págs; segunda edición 2006.

Año 2005
- Orar con el Apocalipsis, Monte Carmelo, Burgos 2005, 120 págs.
- 100 preguntas sobre el misterio de nuestros orígenes. Antropología en clave cristiana, Monte Carmelo, Burgos 2005, 234 págs.
- Una lectura creyente de Atapuerca. La Fe cristiana ante las teorías de la evolución, DDB, Bilbao 2005, 225 págs; 2.ª Edición 2006, 230 págs.

Año 2006
- En el misterio de María. Breve mariología en clave orante, Sígueme, Salamanca 2006, 141 págs.
- Transmitir la Fe en un nuevo siglo. Retos y propuestas, DDB, Bilbao 2006, 173 págs; 2.ª Edición 2007.

Año 2007
- Iglesia, sociedad y comunidad política. Entre la confesionalidad y el laicismo, DDB, Bilbao 2007, 189 págs.
- Con los ojos del Espíritu. Claves de espiritualidad desde el octavo día, Monte Carmelo, Burgos 2007, 183 págs.
- 150 miradas de actualidad en el espejo de la cultura, DDB, Bilbao 2007, 280 págs.

Año 2008
- Orar con San Ireneo. Carne ungida por el Espíritu, Monte Carmelo, Burgos 2008, 122 págs.
- San Pablo nos habla hoy. 50 textos para vivir y orar, PPC, Madrid 2008, 153 págs.
- 100 preguntas y respuestas sobre temas sociales y políticos de hoy, Editorial San Pablo, Madrid 2008, 213 págs.

Año 2010
- Donde el Viento y el Espíritu hablan. Parábola de luz y libertad para despertar, Editorial Khal, Madrid 2010, 103 págs.

Año 2011
- Para comprender el Credo de nuestra Fe, Verbo Divino, Estella 2011, 167 Págs.

Año 2012
- Hablemos de Nueva Evangelización. Para que sea nueva y evangelizadora, Desclée de Brouwer, Bilbao 2012,  181 págs. Colabora en el libro Gerardo Galetto.

Año 2013
- Dios no es mudo ni peligroso ni un espejismo. Escritos a Teófilo desde el atrio de los gentiles, en el año de la Fe, Desclée de Brouwer, Bilbao (2013), 459 págs.

Año 2014
- Ciudad Rodrigo temporal y eterno, ciudad y pueblo, esencial y concreto, Salamanca 2014, 64 págs.

Año 2015
- En el hogar de la palabra con Santa Teresa y San Juan de la Cruz, Monte Carmelo, Burgos 2015, 110 págs.
- Evangelizar en una cultura tecno-líquida y psico-política. Relectura de los nuevos signos de los tiempos, UPSA, Salamanca 2015, 165 págs.
- Mujer, feminismo y feminidad en el año teresiano y del sínodo de la familia, Monte Carmelo, Burgos 2015, 160 págs.

Año 2016
- Cibercultura y ecología. Evangelizar en un cambio de época, Monte Carmelo, Burgos 2016, 140 págs.
- Pueblo de Dios, Inculturación y pobres. Claves teológico-eclesiales del papa Francisco, Publicaciones del Instituto Teológico de Murcia, Murcia 2016, 184 págs.

Año 2017
- Creer y evangelizar como el Papa Francisco en un cambio de época, Monte Carmelo, Burgos 2017, 346 págs.

Año 2018
- Nuevos signos de los tiempos. Retos y posibilidades para la misión, Fonte/Monte Carmelo, Burgos 2018, 355 págs.
- ´`Más de 100 parábolas para la misión, Fonte/Monte Carmelo, Burgos 2018, 187 págs.
- ¿De homínidos a post-humanos? Nuevos retos para la antropología cristiana, Fonte/Facultad de Teología, Burgos 2018, 210 págs.

Año 2019
- 31 días con el papa Francisco, Fonte/Monte Carmelo, Burgos 2019, 176 págs.-
- !Déjate sorprender por tu Dios y por los hermanos! El arte de vivir como resucitados, Fonte/Monte Carmelo, Burgos 2019, 210 págs.

Año 2020
- Creo, amo, espero, !luego existo! Del claustro monacal a las periferias urbanas, Fonte/Monte Carmelo, Burgos 2020, 352 págs.
- Inteligencia pastoral en clave de sinodalidad, CPL, Barcelona 2020, 213 págs (en catalán: Intel.ligència pastoral en clau de sinodalitat, CPL, Barcelona 2020, 203 págs).

Año 2023
- "Francisco, un papa para el tercer milenio. Mística, sinodalidad, pobres", Editorial Universitaria Bonó, Santo Domingo 2023, 161 págs.